# Myristica grandifolia
Myristica grandifolia är en tvåhjärtbladig växtart som beskrevs av A. Dc. Myristica grandifolia ingår i släktet Myristica och familjen Myristicaceae. Inga underarter finns listade i Catalogue of Life.